# Гирнефо
Гирнефо (Гирнето, др.-греч. Ὑρνηθώ) — персонаж древнегреческой мифологии. Дочь Темена, царя Аргоса. Жена Деифонта. После убийства её отца войско постановило передать им царскую власть Кенотаф в Аргосе.
По другим[чему?], стала править с мужем в Эпидавре. Братья Гирнефо Керин и Фалк пытались похитить её из Эпидавра, увозя на колеснице. Деифонт бросился её выручать, убил Керина и вступил в борьбу с Фалком. Фалк тащил её за собой, и она умерла, так как была беременна. Её похоронили в Эпидавре, основав святилище Гирнефион.
Сюжет о Гирнефо упоминает поэт Диоскорид. Возможно, она была персонажем утраченной трагедии Еврипида «Темен». В Аргосе была фила гирнафиев.